# Kościół Znalezienia Krzyża Świętego w Grodnie
Kościół Znalezienia Krzyża Świętego (biał. Касцёл Адшукання Святога Крыжа) – kościół bernardynów w Grodnie, wybudowany w latach 1595–1617. Jest to trójnawowa bazylika z półkoliście zamkniętym prezbiterium.

## Historia
Najstarszy dokument związany z grodzieńskimi bernardynami pochodzi z 15 II 1494 , kiedy Aleksander Jagiellończyk, wielki książę litewski, nadał im miejsce dawnego dworu książęcego (plac z ogrodem i sadem położony nad Niemnem). Z nieznanych przyczyn zamierzona fundacja nie doszła do skutku i została zrealizowana dopiero w sto lat później. Fundacja zaczęła nabierać realnych kształtów dopiero w r. 1595, gdy proboszcz kościoła farnego w Grodnie, kanonik gnieźnieński Fabian Konopacki zwrócił się do prowincjała bernardynów Benedykta Gąsiorka z prośbą o jej przyjęcie; w tymże roku nastąpiła introdukcja zakonników. Założyli oni swoją misję u zbiegu ulicy Mostowej i tzw. „ulicy z Rynku na Podoł” (późniejsza Bernardyńska), gdzie mieli plac z ogrodem i sadem ofiarowane im przez Annę Drucką-Sokolińską, a nadane jej mężowi Pawłowi przez Stefana Batorego  (prawdopodobnie był to teren dawnych stajni królewskich Stabula Regia). Za wstawiennictwem kapituły wileńskiej fundację bernardyńską potwierdził w r. 1596 legat papieski kardynał Enrico Caetano, w r. 1600 przyjął generał zakonu Franciszek a Sosa, a ostatecznie zatwierdził Zygmunt III w r. 1601. Od r. 1595 mógł już funkcjonować tymczasowy drewniany kościółek p.w. Św. Krzyża ; w r. 1600 stał już murowany kościół p.w. Znalezienia Św. Krzyża. Jego budowa raczej nie była wtedy zakończona, jeszcze w r. 1605 źródła notują wielu donatorów składających ofiary na wciąż budującą się świątynię. Zgodnie z miejscową legendą do budowy znacznie się przyczynili żołnierze wojsk koronnych i litewskich powracający przez Grodno po bitwie pod Kircholmem (1605) lub po zdobyciu Smoleńska (1611), którzy mieli ponoć podjąć uchwałę, by „każdy rycerz od kopyta końskiego dał po talarze na fundusz i fabrykę kościoła”.
Budynek został częściowo zniszczony w 1656 podczas najazdu moskiewskiego. Zespół kościoła i klasztoru wyremontowano i rozbudowano w latach 1679–1686. Prace częściowo sfinansował wojewoda wileński Michał Pac, który po uzyskaniu zgody na budowę na gruntach klasztoru drewnianego pałacu zobowiązał się zbudować domek loretański przy kościele. W 1680 roku zbudowano nowy ołtarz główny. W 1685 roku powstała obecnie istniejąca parawanowa fasada. Po 1753 roku dokonano przebudowy dwóch górnych pięter wieży w stylu wileńskiego baroku. W latach 1780–1790 wybudowano przed fasadą czworoboczną kruchtę. W 1794 roku konwent grodzieński przekazał na potrzeby obrony Rzeczypospolitej 26,4 kg srebra.
Lata osiemdziesiąte XVIII wieku to czas szeroko zakrojonych prac nad nowym wystrojem i wyposażeniem wnętrza, przede wszystkim budowa nowych ołtarzy – z funduszu 20.000 florenów zapisanych w testamencie w czerwcu 1788 przez Jerzego Czereńkiewicza, rotmistrza wojsk litewskich. Powstał wówczas obecny ołtarz gł. oraz boczne, które nosiły wezwania (w większości ugruntowane tradycją): przy łuku tęczowym: św. Anny i Św. Franciszka; na zamknięciu naw Matki Boskiej Sokalskiej i Matki Boskiej Niepokalanie Poczętej; przy filarach od pn.: Przemienienia Pańskiego, św. Jana Nepomucena i św. Kazimierza; od pd.: św. Antoniego, św. Bonawentury i św. Piotra z Alkantary. W ich zwieńczeniach rozmieszczono 11 stacji Drogi Krzyżowej, dwie kolejne wmurowano w ściany naw bocznych, natomiast stacja VII Drugi upadek Chrystusa namalowana na desce, została wmontowana w jeden z ołtarzy w kaplicy południowej.
W 1852 roku, tuż przed kasatą klasztoru bernardynów przez władze rosyjskie, przy kościele utworzono parafię. Sam kościół – pod wezwaniem Znalezienia Krzyża Świętego – był nieprzerwanie czynny. 2 listopada 1894 roku w kościele odbył się ślub Elizy Orzeszkowej ze Stanisławem Nahorskim. 
24 IV 1930 orzeczeniem Rady Administracyjnej Dóbr Archidiecezji Wileńskiej kościół i klasztor pobernardyński w Grodnie uznano za zabytek.
Od r. 1940 prawie wszystkie pomieszczenia b. klasztoru zajął Zakład Medycyny Sądowej. W r. 1941 wskutek ostrzału artyleryjskiego uległo zniszczeniu sklepienie nad kaplicą pd. i zach. przęsłem nawy gł. Pod gruzami zniknęły wspaniałe XVIII-wieczne organy i trzy barokowe ołtarze z kaplicy św. Barbary. Pożar zniszczył dachy kościoła i hełm wieży, częściowo spłonęły też zabudowania klasztoru.
Prace przy odbudowie rozpoczęto szybko, staraniem ówczesnego proboszcza, ks. Antoniego Kuryłowicza i parafian już w r. 1944 były gotowa nowa więźba i wszystkie dachy.
17 VIII 1990 władze Grodna zwróciły Kościołowi klasztor pobernardyński, w którego murach od 1 IX tegoż roku oficjalnie rozpoczęło działalność Wyższe Seminarium Duchowne, założone przez ks. bpa Tadeusza Kondrusiewicza. W latach 1990-1992, staraniem pierwszego prokuratora Seminarium, ks. Wincentego Lisowskiego i jego następcy ks. Andrzeja Sadowskiego, dokonano generalnego remontu budynku, z dostosowaniem go do nowej funkcji.

## Architektura
Bryła świątyni powstała w kilku fazach, toteż nosi znamiona różnych epok stylowych. Najstarszą reprezentuje prezbiterium, które jest częścią pierwszego kościoła, zbudowanego w latach 1595-1600, prawdopodobnie według kanonu wytyczonego przez grodzieńską farę p.w. Wniebowzięcia Najśw. Marii Panny, wzniesioną 1584-1587.
Kolejny etap powstawania zespołu należy wiązać z muratorami lubelskimi i lubelskim kościołem bernardynów, który należy przyjąć za bezpośredni wzorzec kościoła grodzieńskiego , a ściślej, jego korpusu nawowego, gdyż tyle pozostało z „lubelskiej” fazy przebudowy. Korpus nawowy, wykazuje cechy stylistyczne łączące go z kościołem bernardynów w Lublinie i poprzez nią do kolegiaty w Zamościu, m.in. wskazują na to pilastry wnętrza, filar na osi chóru, bliźniacze okna, układ chóru, arkadowo-pilastrowy system elewacji. Wieża została nadbudowana po połowie XVIII wieku w stylu baroku wileńskiego, jednak sam kościół prezentuje wcześniejsze barokowe cechy stylistyczne. Przy dokonanej po poł. w. XVIII nadbudowie dwóch górnych kondygnacji wieży, wyraźnie ożywiających statyczną, XVII-wieczną fasadę, zastosowano formy tzw. baroku wileńskiego, wysmukłe i lekkie, co dodatkowo podkreśla ażurowy krzyż na szczycie. Można w nich odnaleźć podobieństwa do wileńskich wież kościołów misjonarzy (1751-1756), augustianów (1746-1768), a także bazylianów w Berezweczu (1756-1767) czy soboru Św. Zofii w Połocku (do 1765), jednak najbliższą analogią wydają się być wieże kościoła dominikańskiego w Posiniu na Łotwie, wystawionego w latach 1753-1761.
O charakterze stylowym wnętrza kościoła decyduje barokowo-klasycystyczny wystrój i wyposażenie z lat osiemdziesiątych w. XVIII, ale zachowały się również elementy wcześniejsze. Należy do nich pochodząca ze schyłku w. XVII późnobarokowa dekoracja stiukowa kaplicy pn., mimo niefortunnych uzupełnień i pokrycia kolejnymi warstwami pobiał bardzo interesująca pod względem treści i formy.
W 2009 roku niekorzystnie zmieniono kolorystykę kościoła wg projektu narzuconego przez miejscowe władze.
Dwukondygnacyjny klasztor tworzy wraz z kościołem zamkniętą całość. W XVII i XVIII w. w klasztorze tym odbywały się sejmiki powiatu grodzieńskiego. Na samym początku XIX wieku biblioteka konwentu liczyła 1322 pozycje. Klasztor został zamknięty przez Rosjan w 1853 roku, a budynki zajęły wojska zaborcze. W 1919 roku Rada Miejska jednogłośnie zwróciła klasztor zakonnikom. W 1941 roku od niemieckiego ostrzału zniszczone zostały XVIII wieczne organy, trzy barokowe ołtarze z kaplicy św. Barbary, dachy kościoła i hełm wieży. Po II wojnie światowej w budynku klasztornym mieściły się laboratoria, biura sądowe i stacja sanitarno-epidemiologiczna. Od sierpnia 1990 roku obiekt jest siedzibą miejscowego Wyższego Seminarium Duchownego.

## Wnętrze
- zespół 13 murowanych ołtarzy z lat 80. XVIII wieku, w tym ołtarz główny
- w prawej nawie znajduje się słynący cudami obraz Matki Boskiej Messyńskiej z połowy XVII wieku, który pochodzi z kościoła brygidek w Grodnie
- Kaplica Matki Boskiej Loretańskiej ze stiukowymi dekoracjami z lat 80. XVII wieku
- ambona w stylu klasycystycznym z około 1800 roku
- Konfesjonały z około 1800 roku
- Droga krzyżowa z lat 80. XVIII wieku
- Stalle z ok. 1800 roku
- Balustrada komunijna z ok. 1790
- cenne kute kraty
- tablica na cześć pisarki Elizy Orzeszkowej, która w 1894 roku zawarła tutaj związek małżeński

## Galeria

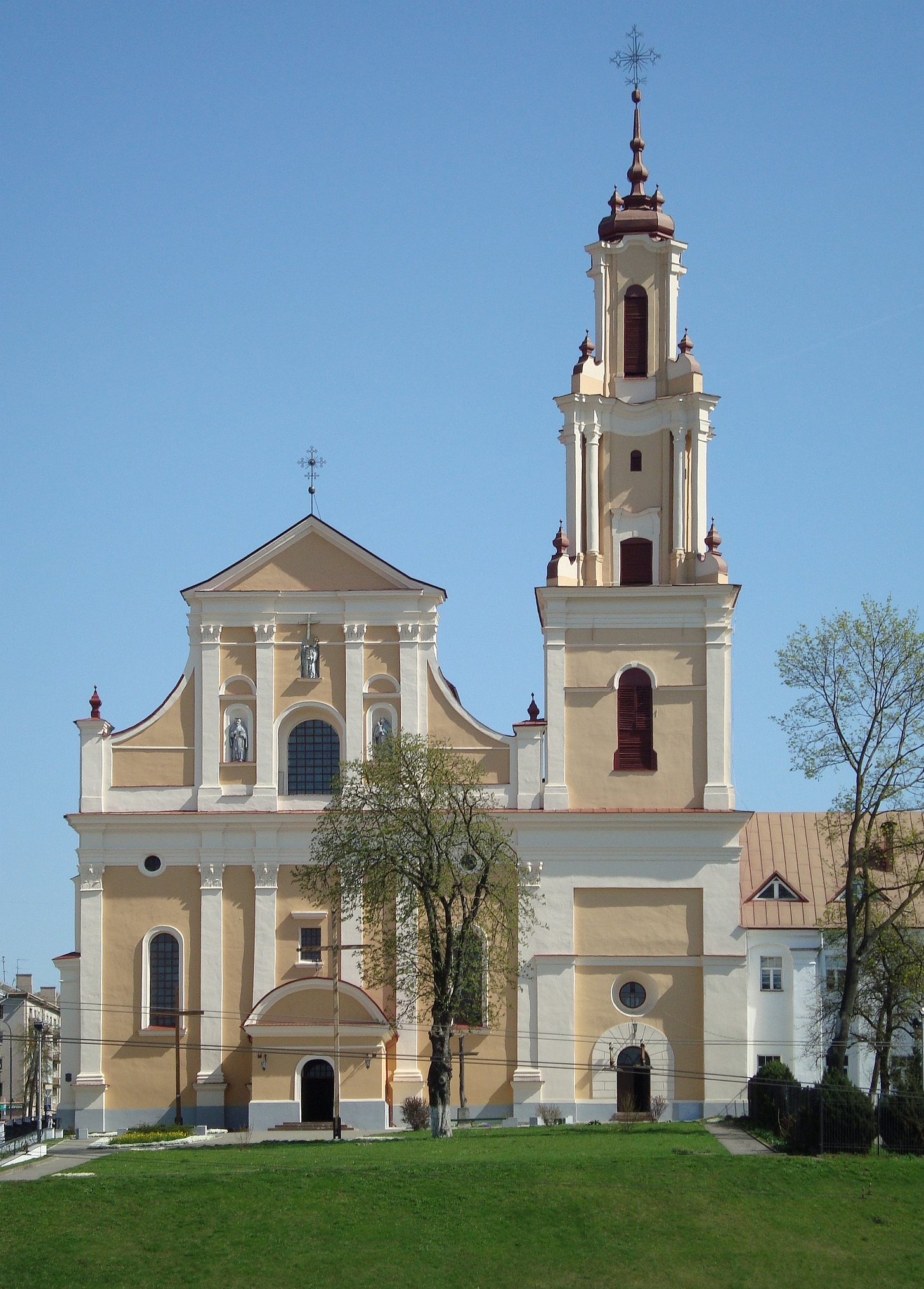
Fasada
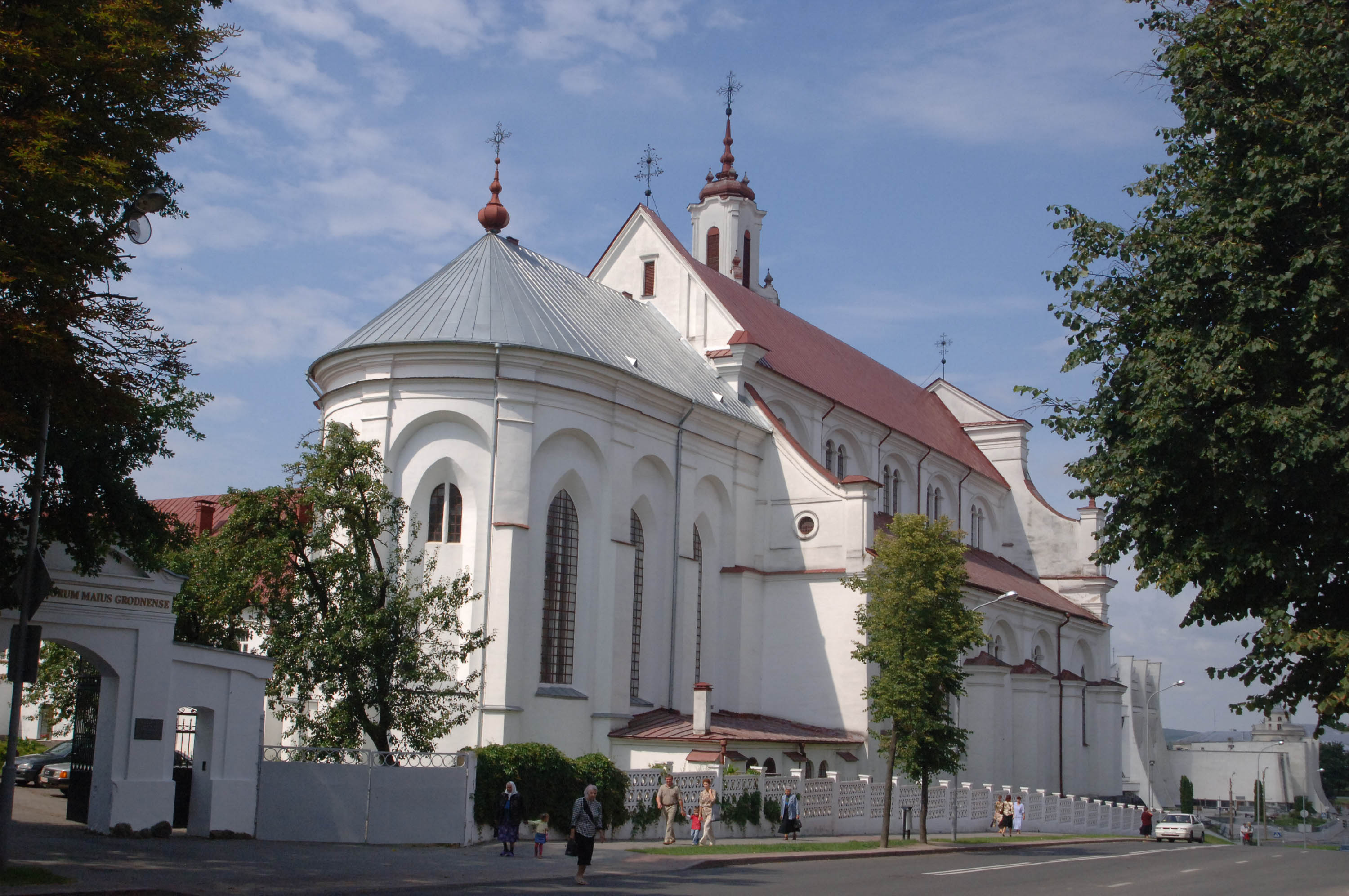
Prezbiterium
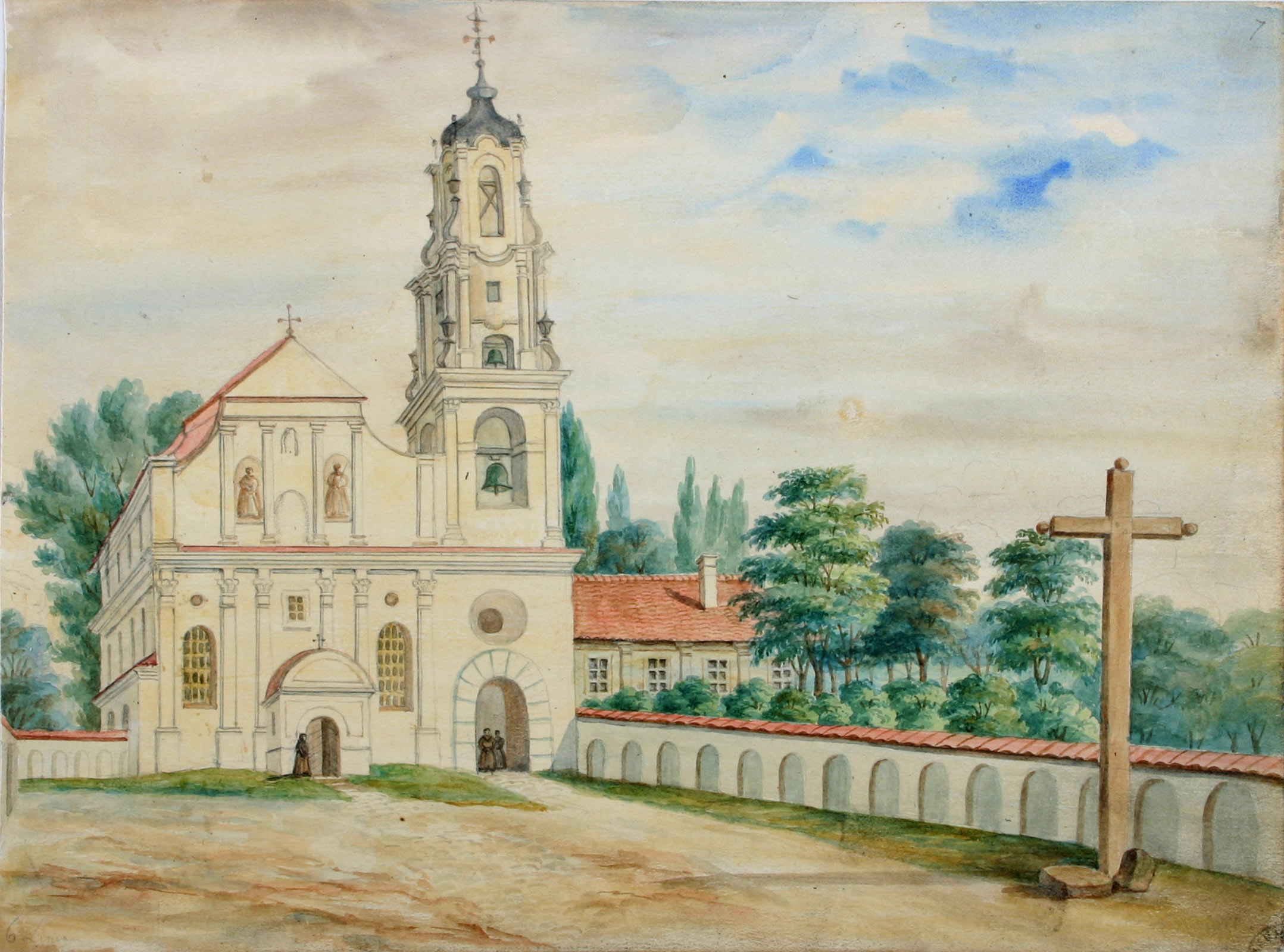
Kościół wg N. Ordy
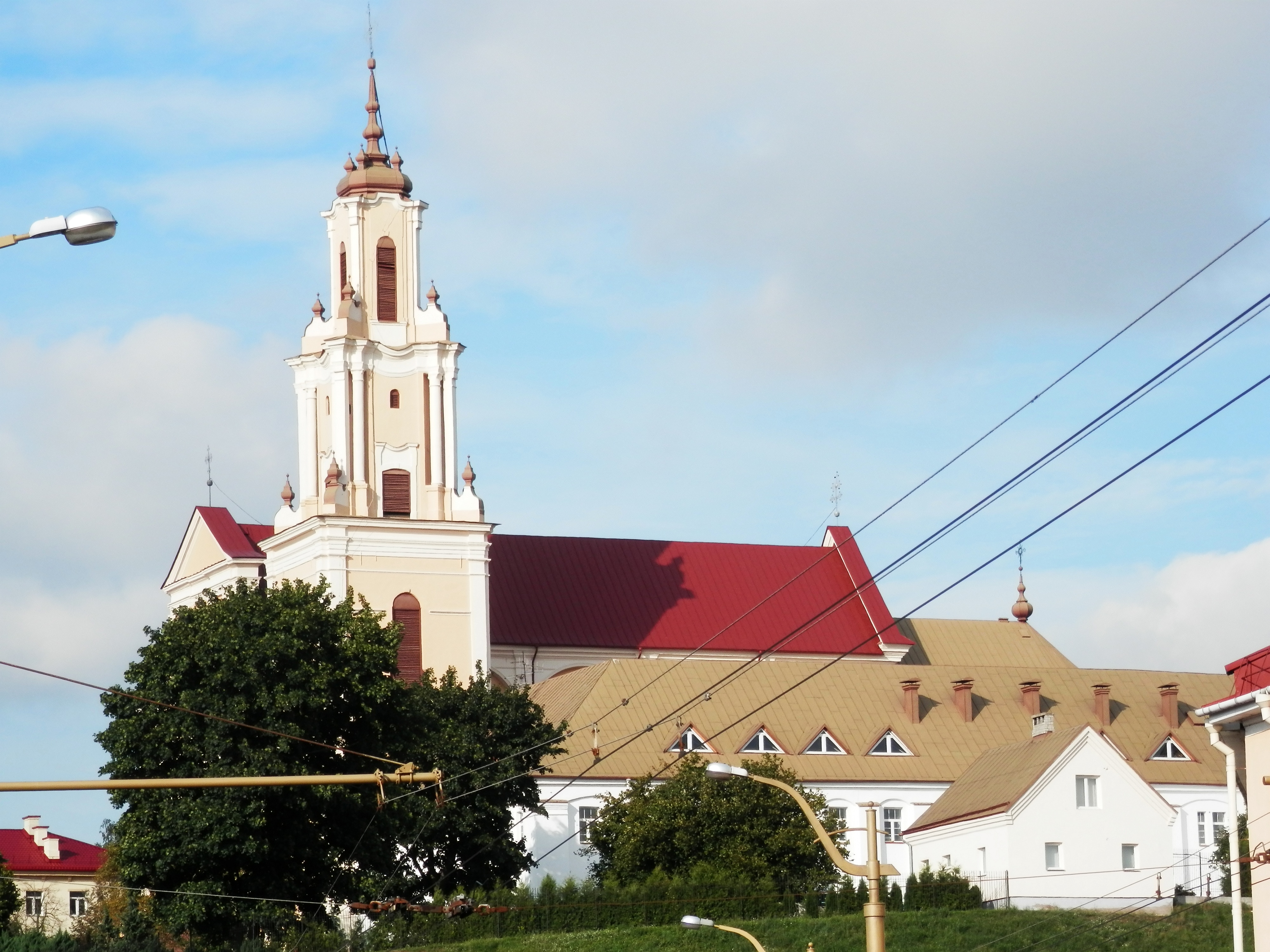
Widok na klasztor i kościół
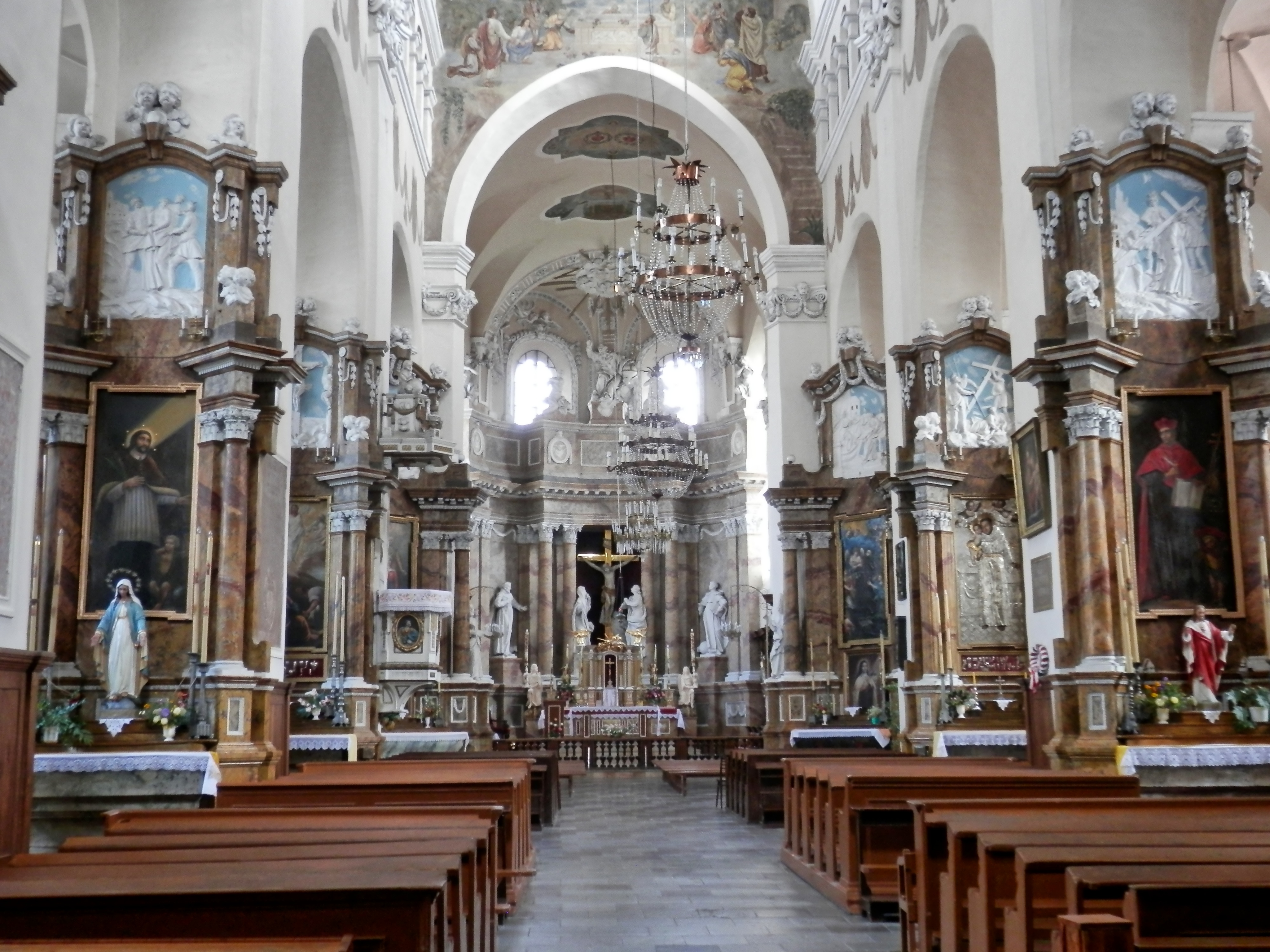
Wnętrze świątyni
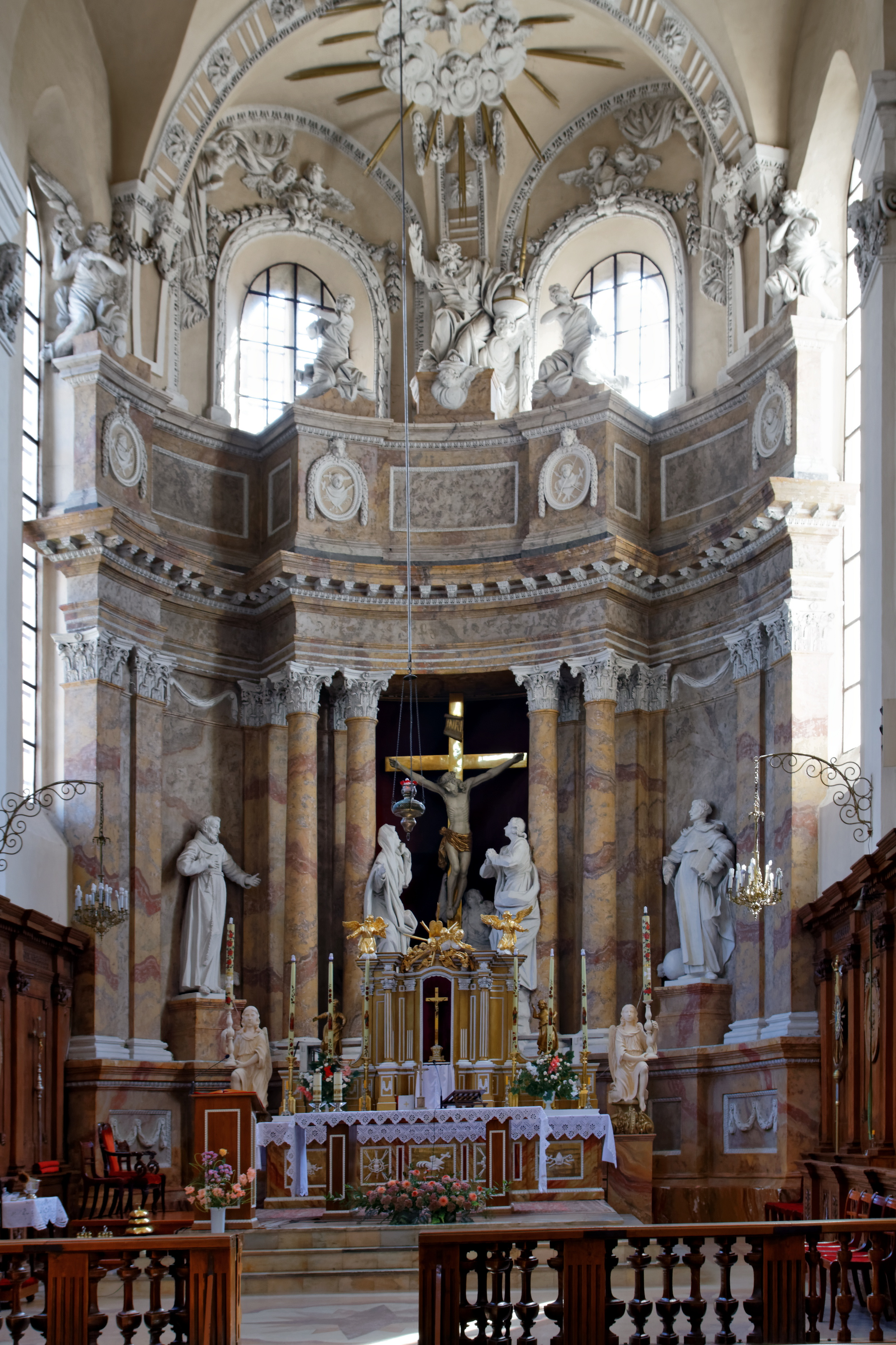
Ołtarz główny
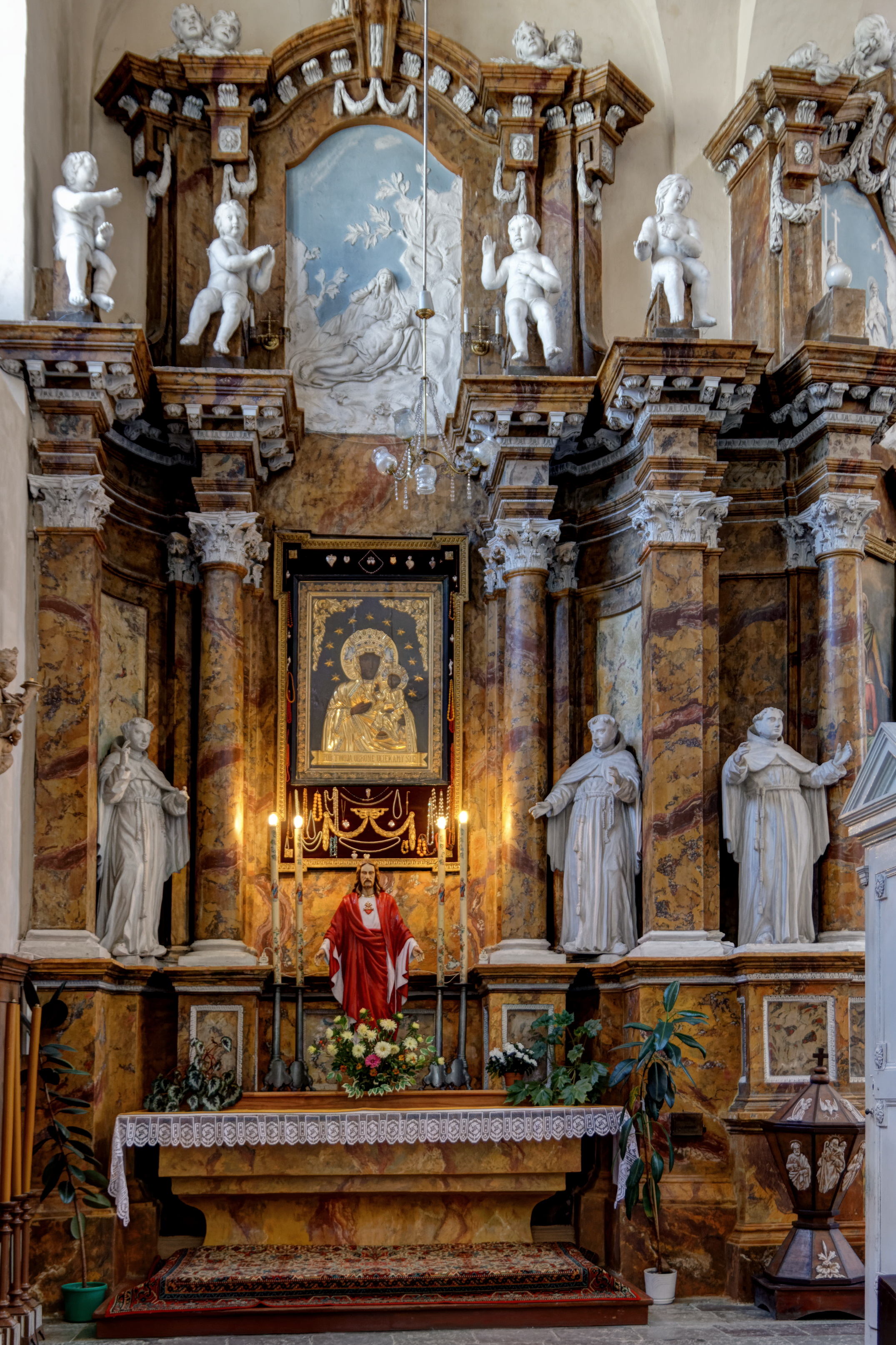
Ołtarz
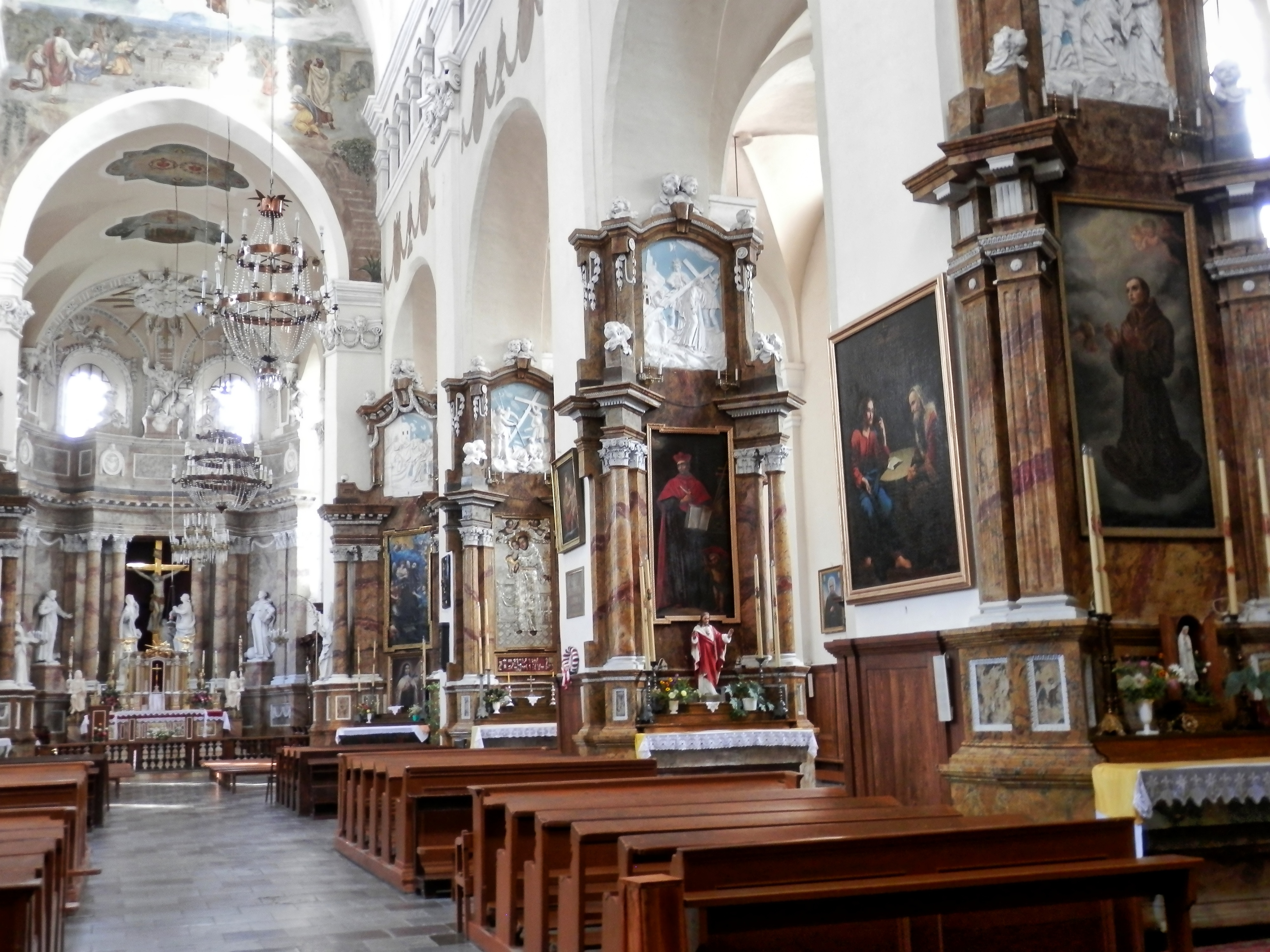
Ołtarze boczne
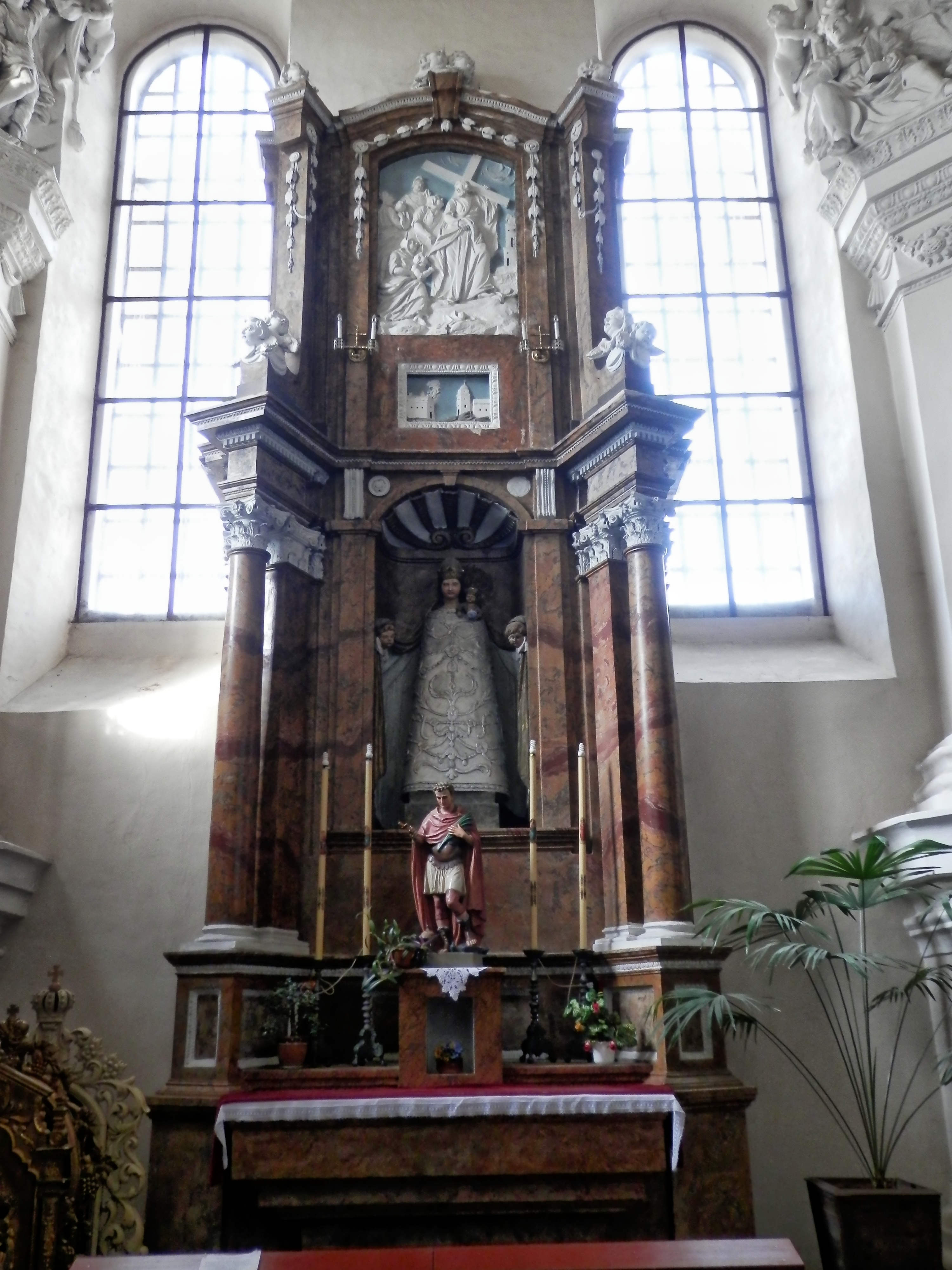
Ołtarz boczny
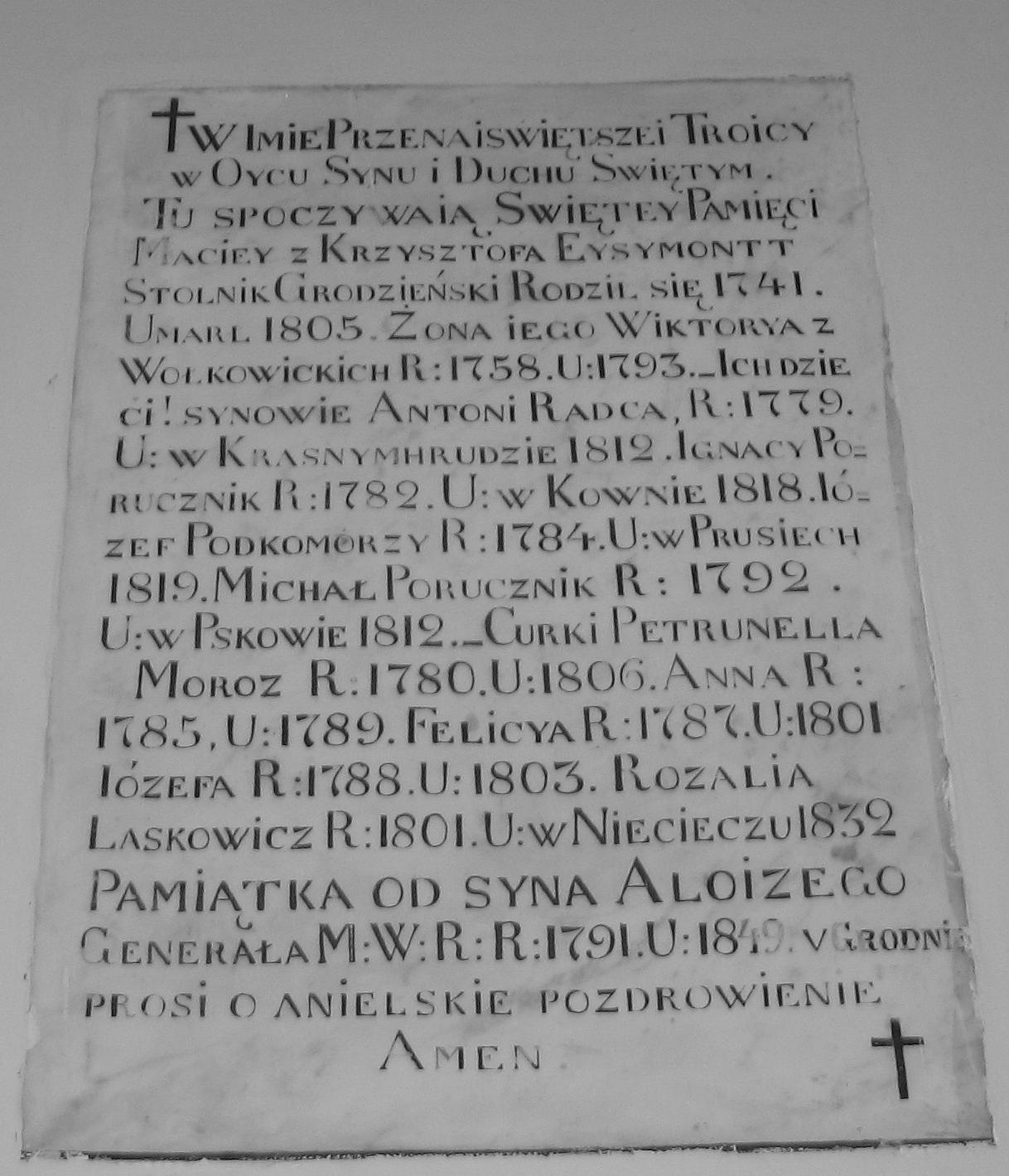
Tablica Eysmontowska